# 降嫁
降嫁（こうか）とは、皇女や王女が皇族・王族以外の男性に嫁ぐことをいう。

## 中国
中国王朝では古代から近隣諸国の関係を維持するため、皇帝のもとから嫁ぐいわゆる和蕃公主の降嫁が行われた。
和蕃公主の降嫁は五胡十六国北朝、さらにそれを承けた隋唐においては特に中国皇帝からの恩寵として盛んに実施された。安史の乱以降になると、中原王朝では和蕃公主の降嫁は減少していく一方、契丹、西夏、金、元など非漢民族王朝では、婚姻による外交政策の実施が盛んに見られた。

### 隋
隋では文帝時代に4人（北周から養女となった大義公主を含む）、煬帝時代に2人が、突厥、西突厥、吐谷渾、高昌に降嫁した。

### 唐
唐代は歴代中国王朝で最も和蕃公主の降嫁が盛んにおこなわれた。
和蕃公主の降嫁に伴って宗室の女性も同行し、和蕃公主が帰国あるいは逝去した後も近隣諸国にとどまって影響力を及ぼしていた。また、和蕃公主の降嫁の際には唐から金銭や絹織物など文化を誇示する品々が賜与され、降嫁先の君長の臣下にまで広く分配された。

## 日本
日本では皇族女子の内親王・女王が非皇族（臣下）に嫁ぐ場合を指す。

### 歴史

#### 奈良時代以前
婚姻の制限の規定は、天皇の血縁的尊貴性を高めるために設けられたと考えられている。古代社会の身分制おいては血統が重要視されていたため、「天皇－臣下の女子」の子孫に対し、「皇族女子－臣下の男子」の子孫という、血縁的尊貴性が類似した系譜が生じることを防ぐ必要性があった。第16代仁徳天皇の時代に、既に異母兄妹婚が多くみられることから、5世紀初頭までに皇親女子の婚出規制が設けられていたと考えられている。
内親王の結婚相手は律令の『継嗣令』では天皇もしくは四世以上の皇親に限るとされ、古代には非皇族との結婚はなかった。
また、それ以外の皇親女子の婚姻に関する規定もほぼ同じであり、当時皇親としての法的扱いの範囲外とされ、皇親女子の称号であった「女王」を名乗ることのみが許されていた「五世王」（天皇から5世の子孫）の女性と臣下の婚姻が認められるに過ぎなかった。なお、慶雲3年（706年）2月16日の格によって、五世王と臣下の婚姻も禁じられている（『続日本紀』）。古代においては、内親王の身位は保持することができた。このように、8世紀以前においては、6世以降の皇親女子しか臣下との婚姻が認められていなかった。
今江広道の研究によれば、8世紀においても3例の皇親女子と臣下の婚姻があるが、上記の規定内又はかろうじて抵触する程度の世数の皇親女子であった。明らかに抵触する例としては、加豆良女王（舎人親王の孫娘、三世王）と藤原久須麻呂の婚姻がある。これは、久須麻呂の父藤原仲麻呂の権勢によって、強引に成立させられたものと考えられている。また、山背王の娘と藤原巨勢麿の婚姻も、山背王の父長屋王が失脚後、山背王が臣籍に下り「藤原弟貞」となり親仲麻呂派として仲麻呂との関係を深めるために画策されたと考えられ、その時期は天平勝宝9歳以降であり、適法であると考えられている。
以上のことから、加豆良女王と藤原久須麻呂の婚姻を除き、規定は厳格に運用されていた。

#### 平安時代
9世紀に至り、延暦12年9月1日、第50代桓武天皇の詔によって、大臣・良家の子孫には「三世王」（天皇の曾孫）以下との婚姻が許容されるようになった。特に、桓武天皇擁立に貢献があった藤原氏に対しては例外的に「二世王」（天皇の孫）との婚姻を許すことになった（『日本紀略』）。桓武天皇はもともと天智天皇系の傍系であったため、血統意識が歴代天皇より低かったため、このような大きな方針転換が可能であったと考えられている。
もっとも長年の伝統的観念は広く貴族社会に残り、山輪王の娘（世数不明）と藤原葛野麿の婚姻、大庭王の娘（四～六世王）と藤原冬嗣 の婚姻が行われたが、いずれも天皇からの血縁は遠く、また妾であった。
大きな転換点は、史上初めて天皇の皇女と臣下の婚姻例である、第52代嵯峨天皇皇女源潔姫と藤原良房である。潔姫は5歳で賜姓降下しており、14歳で良房と婚姻した。臣籍降下は桓武朝以降行われるようになったが、女子に対して行われるようになったのは嵯峨朝以降である。しかし、その後、第57代陽成天皇までに賜姓降下した女子25名中、臣下と婚姻した者は皆無であり、降下後も皇親女子同様に臣下との婚姻は困難であった。潔姫の次の例は、約100年後の源順子（第59代宇多天皇皇女とされる）である。
同時代の文学作品である『源氏物語』においても、大宮（左大臣正室、頭中将や葵の上の母）、女三宮（光源氏正室）、落葉の宮（柏木正室、のち夕霧と再婚）、女二宮（薫正室）などの例が見られる。

#### 中世～近世
女院の増加や内親王宣下の減少などにより、平安後期から鎌倉・室町時代にかけて、内親王の降嫁は殆ど途絶える。江戸時代に入り五摂家への降嫁が復活、また幕末には和宮親子内親王が将軍徳川家茂に嫁し、内親王としては唯一武家への降嫁の例となった。
なお内親王・女王は非皇族と結婚しても、本人の皇族としての身分はそのままであり、皇族を離れて嫁ぎ先の姓を名乗ることはなかった。

#### 近現代：皇室典範の制定
1889年（明治22年）2月11日、大日本帝国憲法と同日に公布された皇室典範（いわゆる旧皇室典範）において、外国王室との婚姻を防ぐため、皇族女子の婚姻相手は皇族・華族に限定された。ただし、制定に至る議論の中、西洋の「プリンセス」が婚姻後も身位や称号を維持できることと比し、降嫁によって内親王・女王の身位を喪失することが不当であるとの主張もあり、特旨によりその身位を保持する余地が残された。1920年（大正9年）4月に、王族の李垠と婚姻した梨本宮家の方子女王が、大正天皇の「御沙汰」によって、婚姻後も女王の身位を保持している。
この旧皇室典範下においては、「内親王の降嫁」事例は存在しなかった。女王は多くが、華族の当主または継嗣との婚姻を行った。
1947年（昭和22年）5月3日、日本国憲法と同日に施行された皇室典範により、皇族女子は皇族男子以外と婚姻した場合は、例外なく皇室を離れることとされ、身位保持の余地もなくなった。孝宮和子内親王が鷹司平通と婚姻することで、文久2年（1862年）の和宮降嫁以来89年ぶりの「内親王の降嫁」事例が発生した。鷹司家は、五摂家の旧公爵家であったが、華族制度廃止により「平民」となっていた。その妹清宮貴子内親王においては華族出身ではあったが継嗣ではない（佐土原藩主家の次男である）島津久永と婚姻、より狭義の「平民」に相当する人物と内親王との初の婚姻事例となる。
その後三笠宮家出身の容子内親王が初めて、皇族・華族の血を直接引かない広義の平民出身者である千宗室と婚姻、紀宮清子内親王が同様に天皇の皇女としては初めて旧華族ではない平民出身者である黒田慶樹と婚姻している。

### 皇室典範における規定

#### 現行
皇室典範第十二条
皇族女子は、天皇及び皇族以外の者と婚姻したときは、皇族の身分を離れる。

#### 旧
※引用註：（）内は現代かな遣い・新字体に改め、句読点を補ったもの
（旧）皇室典範第四十四條
皇族女子ノ臣籍ニ嫁シタル者ハ皇族ノ列ニ在ラス但シ特旨ニ依リ仍內親王女王ノ稱ヲ有セシムルコトアルヘシ
（皇族女子の臣籍に嫁したる者は、皇族の列に在らず。但し、特旨に依り、なお内親王・女王の称を有せしむることあるべし）

### 非皇族に降嫁した皇族女子
皇女の降嫁の初例としてよく挙げられるのは、嵯峨天皇皇女源潔姫と藤原良房の婚姻であるが、潔姫の場合は結婚前に既に源姓を賜り臣籍に下っており、内親王と臣下が結婚した初例は醍醐天皇皇女勤子内親王と藤原師輔である。ただしこの時は父天皇の許可を得ていなかったと見られ、天皇により内親王の降嫁が裁可されたのは、三条天皇皇女禔子内親王の例が最初とされる。

#### 古代～中世
- 源潔姫（嵯峨天皇皇女）- 藤原良房室
- 源順子（宇多天皇皇女）- 藤原忠平室
- 勤子内親王（醍醐天皇皇女）- 藤原師輔室
- 雅子内親王（醍醐天皇皇女）- 藤原師輔室
- 普子内親王（醍醐天皇皇女）- 源清平室、藤原俊連室
- 靖子内親王（醍醐天皇皇女）- 藤原師氏室
- 韶子内親王（醍醐天皇皇女）- 源清蔭室、橘惟風室
- 康子内親王（醍醐天皇皇女）- 藤原師輔室
- 保子内親王（村上天皇皇女）- 藤原兼家室
- 盛子内親王（村上天皇皇女）- 藤原顕光室
- 禔子内親王（三条天皇皇女）- 藤原教通室
- 娟子内親王（後朱雀天皇皇女）- 源俊房室
- 儇子内親王（敦明親王王女）- 藤原信家室
- 亀山天皇皇女- 近衛家基室
- 後醍醐天皇皇女- 近衛基嗣室

#### 近世
- 清子内親王（後陽成天皇皇女）- 鷹司信尚室
- 貞子内親王（後陽成天皇皇女）- 二条康道室
- 文智女王（後水尾天皇皇女）- 鷹司教平室
- 女二宮（後水尾天皇皇女）- 近衛尚嗣室
- 賀子内親王（後水尾天皇皇女）- 二条光平室
- 常子内親王（後水尾天皇皇女）- 近衛基熙室
- 顕子女王（伏見宮貞清親王王女）- 徳川家綱室
- 照子女王 (伏見宮貞清親王王女）- 徳川光貞室
- 益子内親王（後西天皇皇女）- 九条輔実室
- 憲子内親王（霊元天皇皇女）- 近衛家熙室
- 栄子内親王（霊元天皇皇女）- 二条綱平室
- 理子女王（伏見宮貞致親王王女）- 徳川吉宗室
- 増子女王（伏見宮邦永親王王女）- 徳川家重室
- 倫子女王（閑院宮直仁親王王女）- 徳川家治室
- 喬子女王（有栖川宮織仁親王王女）- 徳川家慶室
- 吉子女王（有栖川宮織仁親王王女）- 徳川斉昭室
- 直子女王（伏見宮貞敬親王王女）- 徳川慶壽室
- 和宮親子内親王（仁孝天皇皇女）- 徳川家茂室

#### 近現代
| 名前                                 | 降嫁後       | 続柄                    | 日付                       | 事由                                                                          |
| ------------------------------------ | ------------ | ----------------------- | -------------------------- | ----------------------------------------------------------------------------- |
| 安喜子女王（あきこ）                 | 池田安喜子   | 久邇宮朝彦親王第3王女   | 1890年（明治23年）12月24日 | 池田侯爵家継嗣の池田詮政と婚姻                                                |
| 絢子女王（あやこ）                   | 竹内絢子     | 久邇宮朝彦親王第5王女   | 1892年（明治25年）12月26日 | 竹内子爵家当主の竹内惟忠と婚姻                                                |
| 素子女王（もとこ）                   | 仙石素子     | 久邇宮朝彦親王第6王女   | 1893年（明治26年）11月15日 | 仙石子爵家継嗣の仙石政敬と婚姻                                                |
| 栄子女王（さかこ）                   | 東園栄子     | 久邇宮朝彦親王第2王女   | 1899年（明治32年）9月26日  | 東園子爵家当主の東園基愛と婚姻                                                |
| 禎子女王（さちこ）                   | 山内禎子     | 伏見宮貞愛親王第1王女   | 1901年（明治34年）4月6日   | 山内侯爵家当主の山内豊景と婚姻                                                |
| 純子女王（あつこ）                   | 織田純子     | 久邇宮朝彦親王第9王女   | 1901年（明治34年）11月27日 | 織田子爵家当主の織田秀実と婚姻                                                |
| 貞子女王（さだこ）                   | 有馬貞子     | 北白川宮能久親王第2王女 | 1903年（明治36年）2月6日   | 有馬伯爵家継嗣の有馬頼寧と婚姻                                                |
| 滿子女王（みつこ）                   | 甘露寺滿子   | 北白川宮能久親王第1王女 | 1904年（明治37年）11月14日 | 甘露寺伯爵家継嗣の甘露寺受長と婚姻                                            |
| 篶子女王（すずこ）                   | 壬生篶子     | 久邇宮朝彦親王第8王女   | 1906年（明治39年）10月28日 | 壬生伯爵家当主の壬生基義と婚姻                                                |
| 實枝子女王（みえこ）                 | 徳川實枝子   | 有栖川宮威仁親王第2王女 | 1908年（明治41年）11月8日  | 徳川公爵家（慶喜家）継嗣の徳川慶久と婚姻                                      |
| 武子女王（たけこ）                   | 保科武子     | 北白川宮能久親王第3王女 | 1911年（明治44年）4月17日  | 保科子爵家当主の保科正昭と婚姻                                                |
| 茂子女王（しげこ）                   | 黒田茂子     | 閑院宮載仁親王第2王女   | 1914年（大正3年）1月21日   | 黒田侯爵家継嗣の黒田長礼と婚姻                                                |
| 由紀子女王（ゆきこ）                 | 町尻由紀子   | 賀陽宮邦憲王第1王女     | 1915年（大正4年）4月30日   | 町尻子爵家養継嗣の町尻量基と婚姻                                              |
| 擴子女王（ひろこ）                   | 二荒擴子     | 北白川宮能久親王第5王女 | 1915年（大正4年）7月20日   | 二荒伯爵家当主の二荒芳徳と婚姻                                                |
| 恭子女王（ゆきこ）                   | 安藤恭子     | 閑院宮載仁親王第1王女   | 1915年（大正4年）9月3日    | 安藤子爵家当主の安藤信昭と婚姻                                                |
| 恭子女王（やすこ）                   | 浅野恭子     | 伏見宮博恭王第1王女     | 1918年（大正7年）5月29日   | 浅野侯爵家継嗣浅野長之の長男の浅野長武と婚姻                                  |
| 方子女王（まさこ）                   | 李方子       | 梨本宮守正王第1王女     | 1920年（大正9年）4月28日   | 李王世子の李垠と婚姻 ただし、大正天皇の御沙汰によって、女王の身位を保持した。 |
| 安子女王（やすこ）                   | 浅野安子     | 山階宮菊麿王第1王女     | 1920年（大正9年）11月9日   | 浅野侯爵家継嗣浅野長之の長男の浅野長武と婚姻                                  |
| 智子女王（さとこ）                   | 大谷智子     | 久邇宮邦彦王第3王女     | 1924年（大正13年）5月3日   | 大谷伯爵家継嗣の大谷光暢と婚姻                                                |
| 信子女王（のぶこ）                   | 三条西信子   | 久邇宮邦彦王第2王女     | 1924年（大正13年）12月9日  | 三条西伯爵家継嗣の三条西公正と婚姻                                            |
| 敦子女王（あつこ）                   | 清棲敦子     | 伏見宮博恭王第2王女     | 1926年（大正15年）10月27日 | 清棲伯爵家当主の清棲幸保と婚姻                                                |
| 規子女王（のりこ）                   | 広橋規子     | 梨本宮守正王第2王女     | 1926年（大正15年）12月2日  | 広橋伯爵家当主の広橋真光と婚姻                                                |
| 華子女王（はなこ）                   | 華頂華子     | 閑院宮載仁親王第5王女   | 1926年（大正15年）12月13日 | 華頂侯爵家当主の華頂博信と婚姻                                                |
| 紀久子女王（きくこ）                 | 鍋島紀久子   | 朝香宮鳩彦王第1王女     | 1931年（昭和6年）5月12日   | 鍋島侯爵家継嗣の鍋島直泰と婚姻                                                |
| 美年子女王（みねこ）                 | 立花美年子   | 北白川宮成久王第1王女   | 1933年（昭和8年）1月17日   | 立花子爵家継嗣の立花種勝と婚姻                                                |
| 禮子女王（あやこ）                   | 佐野禮子     | 竹田宮恒久王第1王女     | 1934年（昭和9年）3月26日   | 新華族佐野伯爵家継嗣の佐野常光と婚姻                                          |
| 佐和子女王（さわこ）                 | 東園佐和子   | 北白川宮成久王第2王女   | 1935年（昭和10年）1月7日   | 東園子爵家当主の東園基文と婚姻                                                |
| 恭仁子女王（くにこ）                 | 二条恭仁子   | 多嘉王第3王女           | 1939年（昭和14年）4月2日   | 二条公爵家当主の二条弼基と婚姻                                                |
| 多惠子女王（たえこ）                 | 徳川多恵子   | 北白川宮成久王第3王女   | 1941年（昭和16年）4月14日  | 徳川公爵家（水戸家）当主徳川圀順二男の徳川圀禎と婚姻                          |
| 湛子女王（きよこ）                   | 大給湛子     | 朝香宮鳩彦王第2王女     | 1941年（昭和16年）11月7日  | 大給伯爵家当主の大給義龍と婚姻                                                |
| 美智子女王（みちこ）                 | 徳大寺美智子 | 賀陽宮恒憲王第1王女     | 1943年（昭和18年）12月29日 | 徳大寺公爵家当主徳大寺実厚二男の徳大寺斉定と婚姻                              |
| 正子女王（まさこ）                   | 龍田正子     | 久邇宮朝融王第1王女     | 1945年（昭和20年）4月22日  | 龍田伯爵家当主の龍田徳彦と婚姻                                                |
| 孝宮和子内親王 （たかのみや かずこ） | 鷹司和子     | 昭和天皇第3皇女         | 1950年（昭和25年）5月20日  | 鷹司旧公爵家継嗣の鷹司平通と婚姻                                              |
| 順宮厚子内親王 （よりのみや あつこ） | 池田厚子     | 昭和天皇第4皇女         | 1952年（昭和27年）10月10日 | 池田旧侯爵家継嗣の池田隆政と婚姻                                              |
| 清宮貴子内親王 （すがのみや たかこ） | 島津貴子     | 昭和天皇第5皇女         | 1960年（昭和35年）3月10日  | 島津旧伯爵家・島津久範の次男島津久永と婚姻                                    |
| 甯子内親王 （やすこ）                | 近衛甯子     | 三笠宮崇仁親王第1王女   | 1966年（昭和41年）12月18日 | 近衛旧公爵家当主の近衛護煇と婚姻                                              |
| 容子内親王 （まさこ）                | 千容子       | 三笠宮崇仁親王第2王女   | 1983年（昭和58年）10月14日 | 裏千家若宗匠の千宗之と婚姻                                                    |
| 紀宮清子内親王 （のりのみや さやこ） | 黒田清子     | 上皇明仁第1皇女         | 2005年（平成17年）11月15日 | 黒田慶樹と婚姻                                                                |
| 典子女王 （のりこ）                  | 千家典子     | 高円宮憲仁親王第2王女   | 2014年（平成26年）10月5日  | 千家旧男爵家継嗣の千家国麿と婚姻                                              |
| 絢子女王 （あやこ）                  | 守谷絢子     | 高円宮憲仁親王第3王女   | 2018年（平成30年）10月29日 | 守谷慧と婚姻                                                                  |
| 眞子内親王 （まこ）                  | 小室眞子     | 秋篠宮文仁親王第1王女   | 2021年（令和3年）10月26日  | 小室圭と婚姻                                                                  |